# Kościół Najświętszej Maryi Panny Matki Kościoła w Białymstoku
Kościół Najświętszej Maryi Panny Matki Kościoła w Białymstoku – rzymskokatolicki kościół parafialny należący do parafii pod tym samym wezwaniem (dekanat Białystok – Śródmieście archidiecezji białostockiej).
Budowa świątyni zaprojektowanej przez inżyniera architekta Andrzeja Chwaliboga została rozpoczęta 4 maja 1990 roku. Realizację inwestycji koordynował kierownik budowy, inżynier Krzysztof Jan Grochowski. Kamień węgielny, który poświęcił papież Jan Paweł II w czasie wizyty w Białymstoku w dniu 5 czerwca 1991 roku, został wmurowany we wrześniu 1991 tego samego roku. 
Wielkokubatorowa, dwupoziomowa budowla została założona na planie wachlarzowym, a jej monumentalną bryłę utworzyły geometrycznie cięte segmenty. Zarówno swoją wielkością, jak i strukturą oraz elewacją świątynia wyróżnia się w otoczeniu blokowego osiedla. Po oddaniu do użytku dolnej kondygnacji tam zostały przeniesione nabożeństwa parafialne. Kościół w stanie surowym z przykryciem był gotowy w 1996 roku. Jeszcze w tym samym roku rozpoczęto w nim sprawowanie służby Bożej, pomimo że prace wykończeniowe trwały nadal.
Po śmierci księdza Stanisława Rabiczki w 2004 roku proboszczem parafii został mianowany ksiądz Leon Grygorczyk, który dokończył budowę kościoła.